# Armeniens ishockeyfederation
Armeniens ishockeyfederation ordnar med organiserad ishockey i Armenien. Armenien inträdde den 22 september 1999 i IIHF. Ordföranden är också ordförande för Armeniens nationella bandyförbund.
2003 deltog inte de armeniska spelarna i Division III-världsmästerskapet 2003 i Nya Zeeland då armeniska förbundet inte kunde fixa inresevisum i tid. Den 22 maj 2010 meddelade IIHF att man skulle stänga av Armenien efter vissa turer kring Division III-världsmästerskapet 2010.

### Fotnoter
1. ↑  ”Armenia”. International Ice Hockey Federation. http://www.iihf.com/iihf-home/countries/armenia.html. Läst 9 april 2012.
2. ↑  International Ice Hockey Federation - 2003 IIHF World Championship Div. III
3. ↑  Armenia suspended by the IIHF Arkiverad 25 maj 2010 hämtat från the Wayback Machine.